# Zorocrates karli
Zorocrates karli är en spindelart som beskrevs av Willis J. Gertsch och Susan E. Riechert 1976. Zorocrates karli ingår i släktet Zorocrates och familjen Zorocratidae. Inga underarter finns listade i Catalogue of Life.